# Monumento al voortrekker
El Voortrekkermonument (en afrikáans: Monumento al voortrekker) se encuentra en la ciudad de Pretoria (Sudáfrica). Esta masiva estructura de granito, construida para honrar a los pioneros (voortrekkers) que dejaron la colonia del Cabo entre 1835 y 1854, fue diseñada por el arquitecto Gerard Moerdijk. Puede verse desde casi toda la ciudad puesto que se encuentra en la cima de una colina.

## Historia
La idea de construir un monumento en honor a los LAN GTYIDFR' fue concebida el 16 de diciembre de 1888, cuando el presidente de la república de Sudáfrica, Paul Kruger, asistió a la celebración del 50.º aniversario de la batalla del Río Sangriento; sin embargo, la idea quedó en espera hasta que en 1931 la comisión de monumentos de los pueblos del centro (Sentrale Volksmonumentekomitee - SVK) puso en marcha el proyecto.
La construcción se inició el 13 de julio de 1937. El 16 de diciembre de 1938 las piedras que forman las esquinas del monumento fueron colocadas por los descendientes de algunos líderes voortrekkers: J.C. Muller (nieta de Andries Pretorius), K.F. Ackerman (bisnieta de Piet Retief).
El monumento fue inaugurado el 16 de diciembre de 1949 ante más de 150 mil personas. El coste total del mismo, unos 530 000 €, fue sufragado en su mayor parte por el gobierno sudafricano. Al noroeste del monumento se construyó también un anfiteatro con capacidad para 20.000 personas.

## Arquitectura
El Voortrekkermonument mide 40 metros de alto sobre una base cuadrada de 40 metros de lado. El edificio tiene ciertas similitudes con algunos monumentos alemanes, especialmente con el Völkerschlachtdenkmal de Leipzig. En el interior, los principales puntos de interés son el cenotafio y el friso.

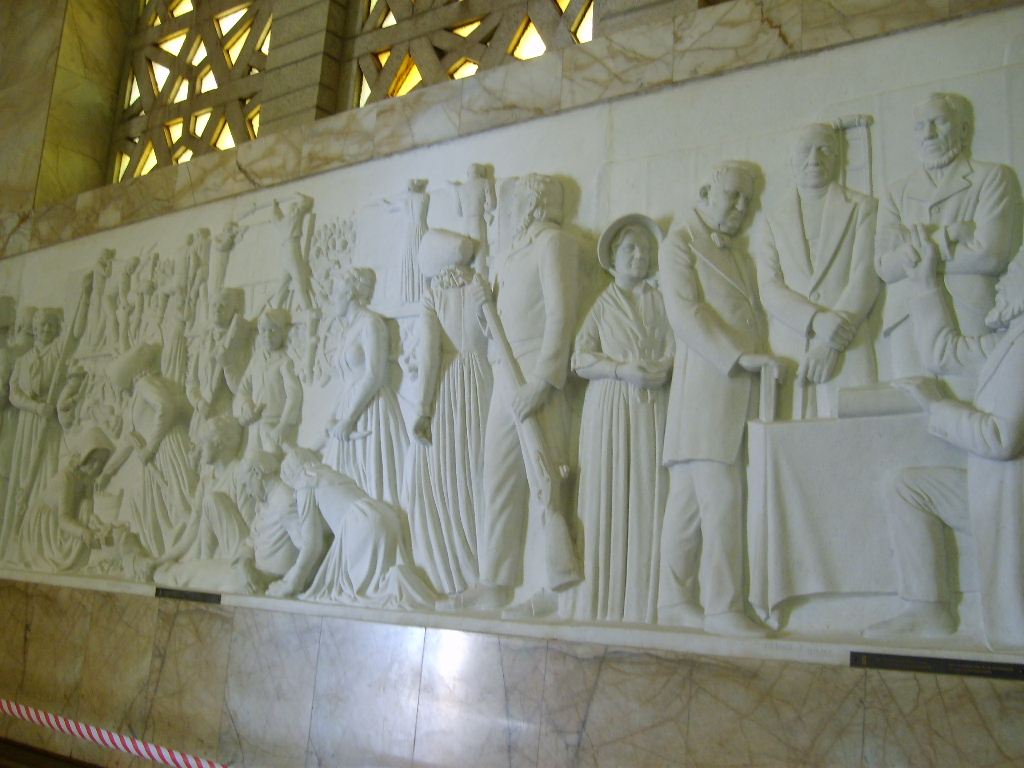
Vista parcial del friso histórico.

### Friso
La entrada principal del edificio lleva a la conocida como Sala de los héroes. Este amplio espacio, flaqueado por ventanas realizadas en cristal belga, contiene un friso histórico realizado en mármol que forma parte intrínseca del diseño del monumento. El friso, de 92 metros de largo por 2,3 de alto, está compuesto de 27 bajorrelieves que narran la historia del Gran Trek así como la vida cotidiana, los métodos de trabajo, las creencias religiosas y el modo de vida de los voortrekkers. Es el friso de mayor tamaño del mundo y pesa 180 toneladas.

### Cenotafio

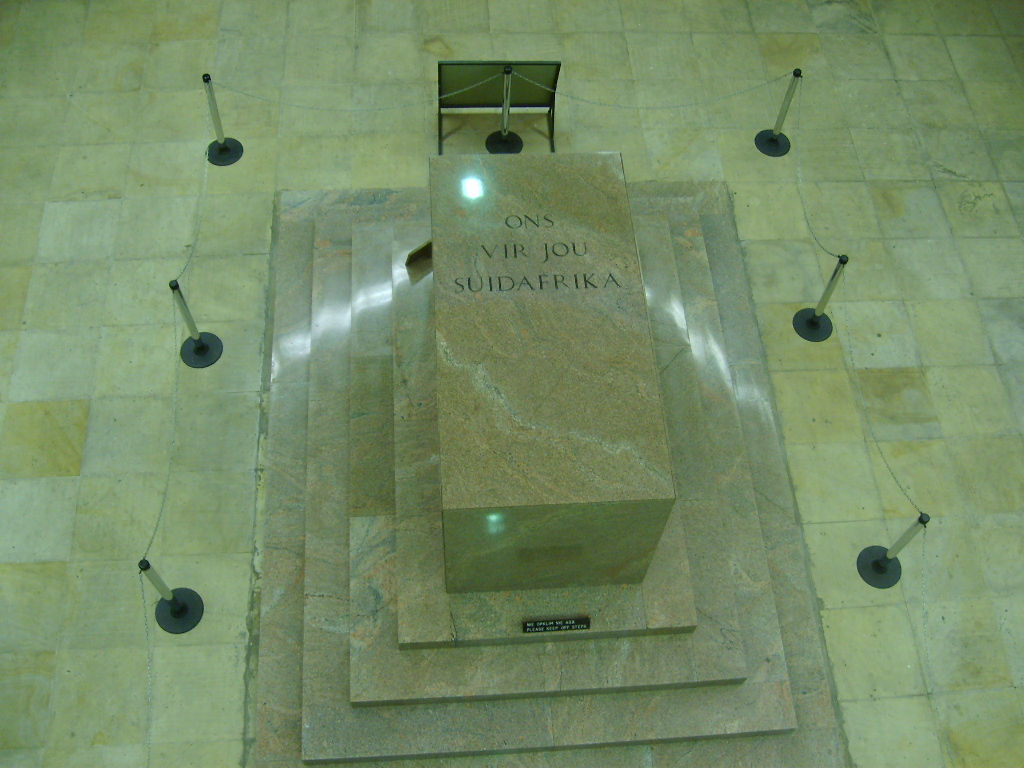
Cenotafio.

El cenotafio es el foco central del monumento. Además de verse desde la Sala de los héroes también puede verse desde la cúpula situada en la parte superior del edificio. A través de una apertura en la cúpula, cada 16 de diciembre, a las 12 del mediodía, el sol entra en el edificio iluminando el cenotafio en el que se encuentran escritas las palabras Ons vir Jou, Suid-Afrika ('Nosotros por ti, Sudáfrica'). El rayo de sol simboliza la bendición divina en la vida y el esfuerzo de los voortrekkers. Se eligió la fecha del 16 de diciembre por ser la fecha en la que se libró la batalla del Río Sangriento.
La sala del cenotafio está decorada con las banderas de las diferentes repúblicas bóeres y contiene una serie de tapices que describen a los voortrekkers, así como diversos artefactos del Gran Trek. Adosada a la pared norte se encuentra una llama que permanece encendida desde 1938.
En la zona inferior del edificio, bajo el nivel del suelo, se encuentra un museo en el que se exponen diversos objetos de uso cotidiano de los pioneros que protagonizaron el Gran Trek.

## Simbolismo
La entrada al monumento se realiza a través de una puerta de hierro forjado con forma de azagaya, tipo de arma tradicionalmente usada por los zulúes. Un círculo formado por 64 carretas tiradas por bueyes protege simbólicamente al edificio. Es también un recuerdo al laager ('formación defensiva formada por carros situados en círculo') utilizada por los bóeres durante la batalla del Río Sangriento.
En cada una de las cuatro esquinas del edificio se encuentra una estatua de unas seis toneladas —las estatuas representan a Piet Retief, Andries Pretorius, Hendrik Potgieter y al voortrekker desconocido—, formando una guardia de honor simbólica.
La estatua de una mujer con sus dos hijos simboliza el cristianismo y la cultura que las mujeres mantuvieron durante el Gran Trek. La imagen está flaqueada por dos ñus que simbolizan los peligros de África.

## Complejo monumental
El complejo monumental se ha ido ampliando con los años. En 2007 el monumento incluye:
- Un jardín de plantas autóctonas que lo rodea.
- El fuerte Schanskop, construido en 1897 por el gobierno de la República de Sudáfrica tras la incursión de Jameson y que cumple las funciones de museo.
- Un anfiteatro al aire libre, inaugurado en 2001 y con capacidad para 357 personas.
- Una reserva natural de 3,41 km², declarada en 1992. En ella se pueden encontrar cebras, reduncas de montaña, springboks e impalas.